# Cơ năng

Một ví dụ về một hệ cơ học: một vệ tinh quay quanh Trái đất chỉ chịu một lực hấp dẫn (lực bảo toàn) do đó cơ năng của hệ này không đổi.

Trong Vật lý học, cơ năng là tổng thể của động năng và thế năng. Nó là năng lượng kết hợp của chuyển động và vị trí của vật thể. Định luật bảo toàn cơ năng nói rõ, trong một hệ kín không ma sát thì cơ năng không đổi.

## Tổng quát
Cơ năng là một đại lượng vô hướng và cơ năng của một hệ là tổng của thế năng (được tính bằng vị trí tương đối của các thành phần của hệ) và động năng:
{\displaystyle W=W_{t}+W_{\text{đ}}}
Thế năng, {\displaystyle W_{t}}, phụ thuộc vào vị trí của vật phải chịu một lực bảo toàn. Nó được định nghĩa là khả năng sinh công cơ học của một vật và nó tăng lên khi vật bị di chuyển theo hướng ngược với hướng của lực tác dụng. Nếu F là lực bảo toàn và x là vị trí, thì thế năng của lực giữa 2 vị trí x1 và x2 được định nghĩa là giá trị âm của tích phân của F từ x1 đến x2:
{\displaystyle W_{t}=-\int \limits _{x_{1}}^{x_{2}}{\vec {F}}\cdot d{\vec {x}}}
Động năng, {\displaystyle W_{\text{đ}}}, phụ thuộc vào vận tốc của vật và là khả năng sinh công của vật đang chuyển động khi nó va chạm vào một vật khác. Nó được định nghĩa là một nửa của tích giữa khối lượng vật và bình phương vận tốc của vật.:
{\displaystyle W_{\text{đ}}={1 \over 2}mv^{2}}
Định luật bảo toàn cơ năng phát biểu rằng, nếu một vật hoặc hệ vật chỉ chịu những lực bảo toàn, thì cơ năng của vật hoặc hệ vật ấy không đổi. Sự khác nhau giữa lực bảo toàn và lực không bảo toàn là khi một lực bảo toàn di chuyển một vật thể từ vị trí này sang vị trí khác, công sinh ra bởi lực bảo toàn không phụ thuộc vào quãng đường di chuyển. Ngược lại, khi một lực không bảo toàn tác động lên 1 vật thể, công sinh ra bởi lực không bảo toàn phụ thuộc vào quãng đường di chuyển.